# Taraxacum multifidum
Taraxacum multifidum — вид квіткових рослин з родини айстрових (Asteraceae). Вид зростає в Європі: Польща, Швеція; це багаторічна рослина помірних біомів.

## Опис
Рослина заввишки 1,5—2,5 дм. Листки зелені з досить вузькими, найчастіше вузькокрилатими, блідими, іноді зеленими ніжками та світлою середньою жилкою; бічні частки численні, близько 6, від широкої основи зазвичай раптово звужуються до розширеної, виступаючої або спрямованої вперед вершини до кінця, передні з кількома довгими зубцями або глибоко врізані; міждолі часто з довгими зубцями або часточками, гофровані і фіолетово-плямисті, з кольоровим краєм; кінцева частка майже трироздільна, з вузькими, виступаючими бічними частками і вузькою трикутною, трохи подовженою, загостреною кінцевою часткою. Число хромосом: 2n = 24.